# Zamora
|  | Per a altres significats, vegeu «Zamora (desambiguació)». |

Zamora és una ciutat espanyola, capital de la província del mateix nom, pertanyent a la comunitat autònoma de Castella i Lleó. És al nord-oest de la península Ibèrica, a prop de la frontera d'Espanya amb Portugal. La travessa el riu Duero. La seva població està al voltant dels 60.000 habitants.
A la ciutat hi ha un nombre important d'edificis romànics: 23 temples dins el municipi i les 14 esglésies del centre històric, que té el major nombre i qualitat de temples romànics de tot Europa; quinze d'ells considerats Bé d'Interès Cultural. A aquest patrimoni arquitectònic s'uneixen la seva catedral, 24 esglésies més, un castell, muralles, un pont, dos palaus i nou cases, per això és coneguda com “la ciutat del romànic”. D'altra banda, també és significatiu el conjunt d'edificis modernistes –19 en total–, només igualats per Terol a l'interior d'Espanya. Les celebracions de Setmana Santa a la ciutat van ser declarades d'Interès Turístic Internacional i Bé d'Interès Cultural. L'any 1973 es va declarar Conjunt Històric-Artístic.
És la seu de les institucions autonòmiques Museu Etnogràfic de Castella i Lleó i Consell Consultiu de Castella i Lleó; del Seminari Permanent Claudio Rodríguez; i de l'organisme internacional Fundació Hispano-Lusa Rei Afonso Henriques.

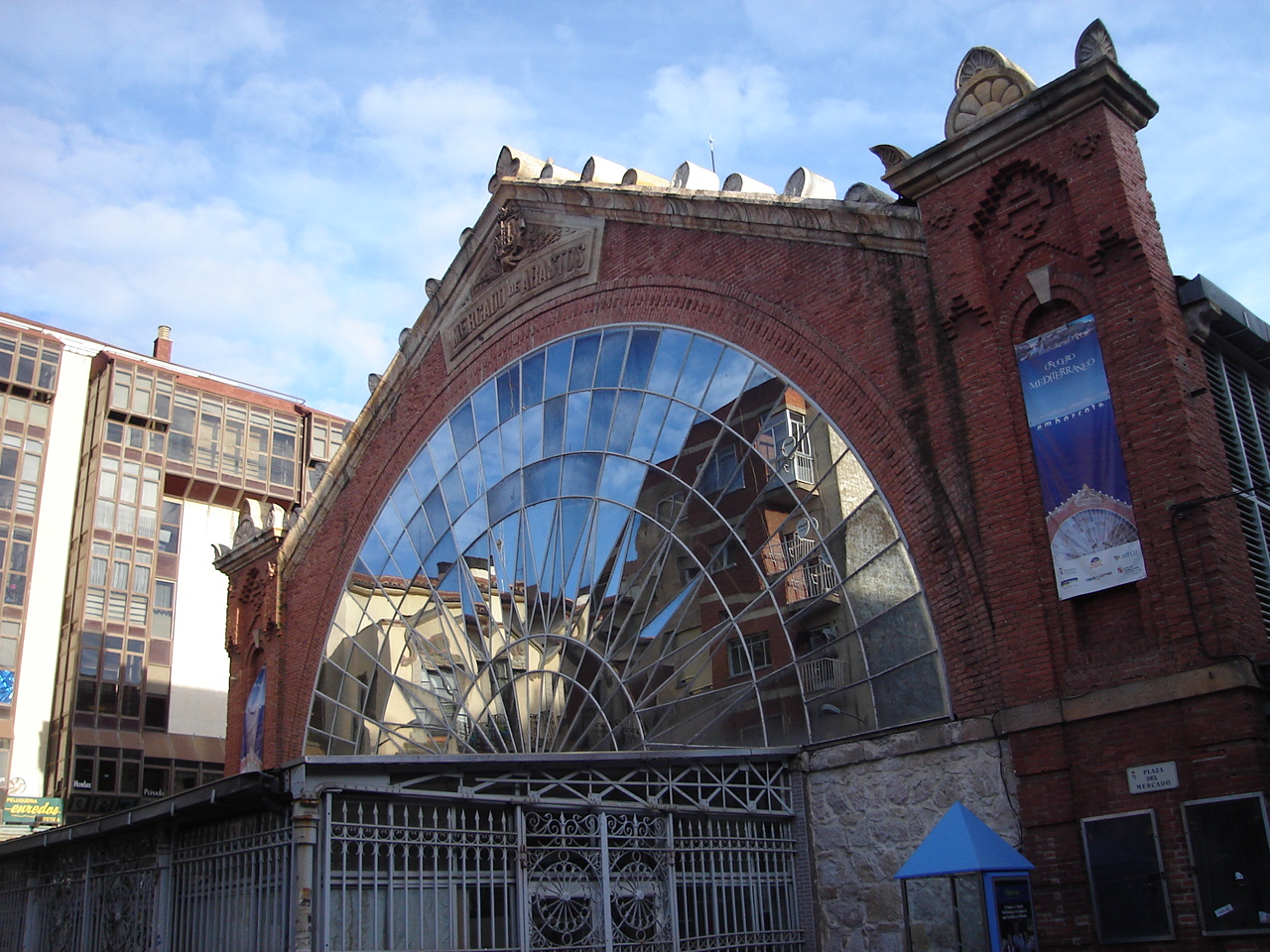
Mercat Abastos de Zamora

## Òpera
El compositor alemany J. G. Adolf Stierlin, l'any 1893 va estrenar a la ciutat alemanya de Halle una òpera amb el nom d'aquesta ciutat.